# كيوبي (ناروتو)
كيوبي عبارة عن ثعلب شيطاني أسطوري لديه تسعة أذيل وهو في جسد ناروتو، من أقوى وحوش البيجو التسعة ذات الذيول وقد فاز في حرب البيجو أيضًا.الكيوبي يملك قوة خارقة جدًا ويستطيع عمل إعصار بجعل ذيوله تدور كالمروحة أو إحداث زلازل بذيوله حتى. عنصره هو النار ويملك قوة نارية مدمرة وقد برز دوره بقوة في حرب النينجا العظمى الرابعة في مساعدة ناروتو على التخلص من نسخ زتسو الأبيض وهزيمة الأعداء المعادين للحياة وكذلك في مواجهة أوبيتو ومادارا والجيوبي حيث أبلى بلاء حسنا في هذه المعارك كلها. ولكن قبل ذلك كان له دور في فترة غزو باين لكونوها حيث كاد الكيوبي أن يتحرر من ناروتو لولا ظهور الهوكاجي الرابع ناميكازي ميناتو والد ناروتو الذي أعاد الختم إلى حالته الأصلية وقد أسهم الكيوبي في إحداث ضرر كبير لباين أثناء هذه المعركة إضافة إلى مساعدته لناروتو في عديد المواقف قبل ذلك عن طريق منحه تشاكرا الكيوبي ومنها قتاله مع غارا في امتحان التشونين وكذلك قتاله مع هاكو الذي يعمل عند زابوزا في مهمة حماية مشيد الجسور تازونا في الجزء الأول من مسلسل ناروتو وأيضا مساعدته ناروتو على تنفيذ مهارة الاستدعاء وغيرها من المواقف.

## ظهوره في مانغا وأنمي ناروتو
ظهر الكيوبي في أول عدد من مانغا ناروتو وظهر في أول حلقة من مسلسل ناروتو حيث في البداية تحكي القصة أن الكيوبي ذي الذيول التسعة هاجم قرية تدعي (كونوها) لسبب ما حتى تصدى له الهوكاجي الرابع فقام باستعمال جتسو ختم الشيطان الميت بختم الكيوبي داخل فتى صغير يدعى (ناروتو) لأنها كانت الطريقة الوحيدة للتصدي لقوة الكيوبي المدمرة لكن تبين فيما بعد أن أوبيتو أوتشيها هو من استدعى الكيوبي وسيطر عليه باستخدام الشارينغان ووجهه لمهاجمة كونوها المخفية بتحريض من مادارا أوتشيها.
وهو يستخدم عنصر النار ويعتبر اقوى وحوش بيجو مع ذالك لا يوجيد إلى هجوم واحد وهو (قنبلة البيجو )والذي تظاهي قوة البيجو الاخرين مجتمعة كما ظهر حينما جمع وحوش بيجو هجوهم في هجوم واحد (قنبلة البيجو واحدة ) وصده ناروتو بطلقة واحد حتى ولو انه يمتلك حينها نصف كيوبي فقط .

## جنتشوريكي الكيوبي
جنتشوريكي تعني الأشخاص الذين بداخلهم وحش بيجو والكيوبي منهم
وتم ختم الكيوبي ثلاثة مرات في ثلاثة أشخاص :
- (الجنتشوريكي الأولى : ميتو اوزوماكي) فتاة من قبيلة الأوزوماكي وزوجها هو الهوكاجي الأول وتم ختم الكيوبي بعد قتال الهوكاجي الأول مع مادارا أوتشيها.
- (الجنتشوريكي الثانية : كوشينا اوزوماكي) زوجة الهوكاجي الرابع وأم ناروتو وتم ختم الكيوبي فيها بعد اقتراب موت الجنتشوريكي الأولى.
- (الجنتشوريكي الثالث : ناروتو اوزوماكي) ابن الهوكاجي الرابع وكوشينا اوزوماكي وهو بطل المسلسل ومختوم بداخله نصف تشاكرا الكيوبي أما النصف الآخر فهو مختوم داخل والده الهوكاغي الرابع ناميكازي ميناتو.

## تكوّن الكيوبي
هنالك نينجا يدعى ريكودو سينين وهو ممتلك العين الحكيمة والجسد الحكيم. وهو أول جنتشوريكي الذي قام بختم الجيوبي (ذو الذيول العشرة) بداخله للتغلب عليه وإيقاف رعبه للعالم لكن قوة الكيوبي اللانهائية لم يستطع تحملها الريكودو فسيأتي اليوم الذي يتحرر فيه لكن الريكودو قسّم تشاكرا الجيوبي إلى عشره أجزاء لتظهر وحوش بيجو ومنها الكيوبي وجسد الجيوبي ليكون القمر. وهكذا ظهر الكيوبي بهذه الطريقة.